# ملبتا (نبراسکا)
ملبتا(به انگلیسی: Melbeta) شهری در ایالت نبراسکا کشور ایالات متحده آمریکا است که جمعیت آن در سرشماری سال ۲۰۱۰ میلادی، ۱۱۲ نفر بوده‌است.